# Abdul-Basit Agouda
Abdul-Basit Ouro Agouda, född 26 maj 1999, är en norsk fotbollsspelare.

## Karriär

### Tidig karriär
Agouda spelade som junior för Grüner och Skeid. Som ung var han även på provspel i italienska Udinese och engelska Fulham.
Agouda debuterade för Skeids A-lag i Norska mästerskapet den 6 maj 2015 i en 4–1-förlust mot Odds BK. Han gjorde sin debut och första mål i 2. divisjon den 25 maj 2015 i en 5–2-förlust mot Kjelsås. Agouda spelade ytterligare en match i 2. divisjon säsongen 2015.

### Strømsgodset
Den 3 december 2015 värvades Agouda av Strømsgodset, där han skrev på ett tvåårskontrakt. Agouda tävlingsdebuterade för Strømsgodset den 13 april 2016 i en 8–1-vinst över Kongsberg i Norska mästerskapet, där han även gjorde ett mål. Den 10 september 2016 debuterade Agouda i Eliteserien i en 1–1-match mot Vålerenga, där han blev inbytt i den 79:e minuten mot Martin Rønning Ovenstad.
Totalt spelade Agouda två matcher i Eliteserien samt två matcher och två mål i Norska mästerskapet.

### Stabæk
Den 8 januari 2018 värvades Agouda av Stabæk, där han skrev på ett treårskontrakt. Agouda tävlingsdebuterade för Stabæk den 18 april 2018 i en 5–3-vinst över Ullern IF i Norska mästerskapet. Han spelade ytterligare en match i Norska mästerskapet mot Mjøndalen IF (2–0-förlust).

### KFUM
I januari 2019 värvades Agouda av KFUM, där han skrev på ett tvåårskontrakt. I september 2020 lånades Agouda ut till Grorud. I oktober 2020 lånades han istället ut till Øygarden.